# Walter Eucken

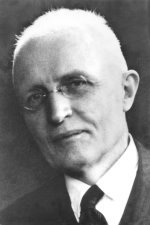
Walter Eucken

Walter Eucken (* 17. Januar 1891 in Jena; † 20. März 1950 in London) war ein deutscher Ökonom. Er war Vordenker der Sozialen Marktwirtschaft und begründete die Freiburger Schule des Ordoliberalismus.

## Leben

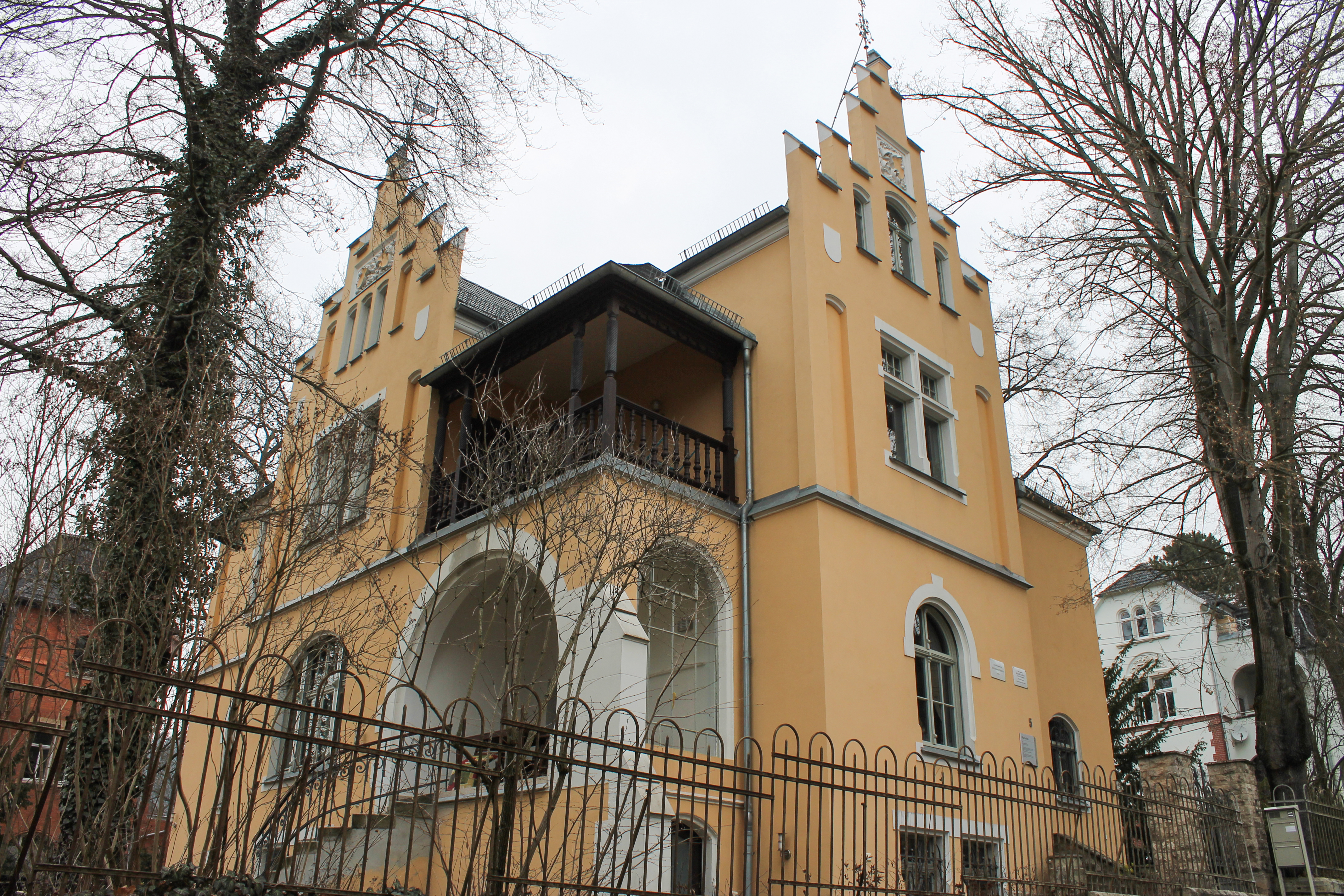
Die Villa der Familie Eucken in Jena

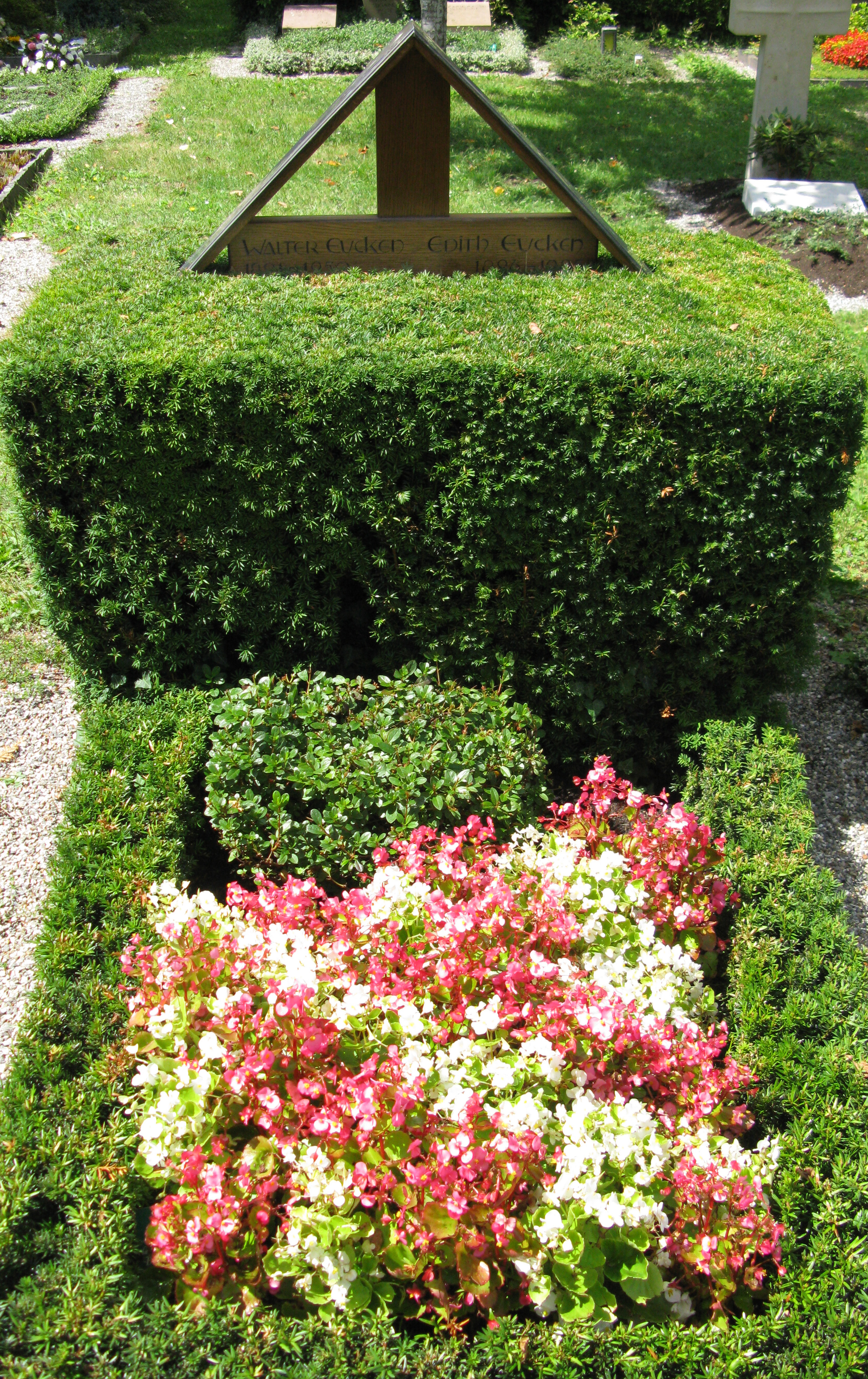
Grab in Freiburg-Günterstal

Walter Eucken wuchs in Jena im Haus seiner Eltern, des Philosophen und Literaturnobelpreisträgers Rudolf Eucken und der Malerin Irene Eucken, auf. Ein Bruder war der Physikochemiker Arnold Eucken.
An der Christian-Albrechts-Universität zu Kiel, der Rheinischen Friedrich-Wilhelms-Universität Bonn und der Universität Jena studierte Eucken Geschichte, Staatswissenschaft, Nationalökonomie und Rechtswissenschaft. Ab 1910 war er Mitglied des Corps Saxonia Kiel. Sein Studium schloss er 1913 mit einer Dissertation bei Hermann Schumacher ab. Nach dem Ersten Weltkrieg wurde er Schumachers Assistent an der Friedrich-Wilhelms-Universität Berlin. Gleichzeitig war er als Redaktionssekretär von Schmollers Jahrbuch tätig. 1920 heiratete er Edith Erdsiek. Ihr Vater stammte aus Westfalen, ihre Mutter war assimilierte Jüdin; in Smolensk geboren, wuchs sie in Berlin auf und wurde nach ihrer Heirat Schriftstellerin.
1921 habilitierte er sich in Berlin. Bis 1925 Privatdozent, folgte er 1925 dem Ruf der Eberhard Karls Universität Tübingen auf einen Lehrstuhl. 1927 wechselte er als ordentlicher Professor an die Albert-Ludwigs-Universität Freiburg, an der er bis zu seinem Tode tätig war. Er starb kurz vor Vollendung der Grundsätze der Wirtschaftspolitik, als er an der London School of Economics eine Vortragsreihe unter dem Titel This Unsuccessful Age hielt (publiziert 1952).

## Wirken
Anfang der 1930er-Jahre gründete Walter Eucken mit den Juristen Franz Böhm und Hans Großmann-Doerth die Freiburger Schule. Als nach 1933 in Freiburg unter dem Rektor Martin Heidegger eine nationalsozialistische Universitätsverfassung eingeführt wurde und die Judenverfolgung im Wissenschaftsbetrieb begann, bezog Eucken offen Stellung. Er wurde, wie der Historiker Bernd Martin feststellt, „zum eigentlichen Widerpart und Herausforderer des die nationalsozialistische Hochschulpolitik vorantreibenden Rektors“.
1936 hielt Eucken eine Vorlesungsreihe für die Freiheit des Denkens mit dem Titel Kampf der Wissenschaft. Nach dem missglückten Attentat vom 20. Juli 1944 wurde Walter Eucken, der mit dem Goerdeler-Kreis in Verbindung gestanden hatte, von der Gestapo mehrfach verhört, aber nicht verhaftet. Drei Freunde Euckens aus dem „Freiburger Kreis“, die Ökonomen Adolf Lampe und Constantin von Dietze sowie der Historiker Gerhard Ritter, wurden vom NS-Regime inhaftiert und zum Tode verurteilt. Nur das Kriegsende bewahrte sie vor der Hinrichtung.
Eucken gehörte zu den Beratern der französischen und der amerikanischen Militärregierung; die später als Ordoliberalismus bezeichneten wirtschaftspolitischen Grundgedanken der sogenannten „Freiburger Schule“ lagen den Reformen zugrunde, mit denen Ludwig Erhard und Alfred Müller-Armack die zunächst planwirtschaftliche Wirtschaftsverwaltung der ersten Nachkriegsjahre ablösten.
Eucken beschäftigte sich nicht nur mit Ökonomie, sondern interessierte sich auch sehr für Philosophie und Geschichte. Zu den Menschen, mit denen er sich geistig austauschte, gehörten Wissenschaftler unterschiedlicher Disziplinen und Künstler wie z. B. Friedrich August von Hayek, Joseph Schumpeter, Werner Heisenberg, August Macke, Ernst Ludwig Kirchner, Max Reger, Hermann Staudinger. Als er im April 1947 an der Gründung der Mont Pelerin Gesellschaft teilnahm, kamen neue Kontakte zum Beispiel mit dem Philosophen Karl Popper hinzu.
Von besonderer Bedeutung war für ihn seine Freundschaft mit Edmund Husserl, der ihn wissenschaftstheoretisch stark beeinflusste. Kritisch setzte er sich nicht nur mit den Ideologien in der Ökonomie auseinander, sondern generell mit den Ideologien der Macht. Zu den Traditionen des freiheitsfeindlichen Irrationalismus rechnete er nicht nur die Philosophen Friedrich Nietzsche und Martin Heidegger, sondern auch den Voluntarismus Martin Luthers, die Volonté générale Jean-Jacques Rousseaus und die Fortschrittsideologie Henri de Saint-Simons.

## Wissenschaftliches Werk

### Grundgedanken
Im Mittelpunkt von Euckens Arbeit stand die Frage des Zusammenhangs von Macht, Unfreiheit und Armut. Auf Basis dieser Analyse könnten die Rahmenbedingungen für eine Wirtschaftsordnung bestimmt werden, die zugleich die größtmögliche Freiheit und eine rationale Steuerung der Wirtschaft ermöglicht. Er war davon überzeugt, dass die wirtschaftspolitische Tätigkeit des Staates auf die Gestaltung der Wirtschaftsordnung gerichtet sein sollte und nicht auf die Lenkung der Wirtschaftsprozesse. Mit dieser These gilt Eucken als Begründer des Ordoliberalismus und als einer der Väter der Sozialen Marktwirtschaft.
Sein wohl wichtigstes Werk Grundlagen der Nationalökonomie veröffentlichte Eucken 1939. Hier formulierte er seine Hypothese von der Interdependenz der Ordnungen: Marktwirtschaft (Eucken bevorzugte den Begriff Verkehrswirtschaft) bedingt den freiheitlichen Rechtsstaat. Zentralverwaltungswirtschaft, wie sie die Nationalsozialisten seinerzeit in Deutschland eingeführt hatten und wie sie in der Sowjetunion und später in den osteuropäischen Staaten des Rates für gegenseitige wirtschaftliche Zusammenarbeit praktiziert wurde, braucht zu ihrer Durchsetzung die Diktatur. Kaum weniger
bedeutend sind seine 1952 postum von seiner Frau Edith Eucken-Erdsiek und seinem Assistenten Karl Paul Hensel herausgegebenen Grundsätze der Wirtschaftspolitik.
Zum Standard des Lehrbuchwissens gehört heute Euckens Unterscheidung moderner Wirtschaftsordnungen in Zentralverwaltungswirtschaft  und Verkehrswirtschaft. Kriterium zur Unterscheidung war für Eucken jedoch nicht, wie heute oft üblich, die wirtschaftliche Aktivität des Staates (siehe Staatsquote), sondern die Verteilung wirtschaftlicher Macht. So ist für Eucken der Gegenpol zur Zentralverwaltungswirtschaft, in der eine Zentrale über die größtmögliche Macht verfügt und der Einzelne maximal entrechtet ist, nicht etwa die „freie Marktwirtschaft“ des Laissez-faire. Der Gegenpol ist vielmehr der vollständige Wettbewerb, bei dem niemand über die Macht verfügt, einen anderen ökonomisch zu lenken. Zwischen diesen beiden Polen gibt es einen weiteren Ordnungstyp, die vermachtete Marktwirtschaft. Bei diesem Ordnungstyp können einzelne Machtgruppen, durch Preispolitik oder Lobbyismus, in die ökonomische Freiheit anderer Marktteilnehmer eingreifen.
Eine gemäß dem Laissez-faire-Prinzip sich selbst überlassene Wirtschaft führt nach Euckens Überzeugung systematisch zu einer Wirtschaftslenkung durch Machtgruppen. So erklärt Eucken im Vorwort für den ersten Band des Jahrbuchs ORDO:

„Ob wenig oder mehr Staatstätigkeit – diese Frage geht am wesentlichen vorbei. Es handelt sich nicht um ein quantitatives, sondern um ein qualitatives Problem. Der Staat soll weder den Wirtschaftsprozess zu steuern versuchen, noch die Wirtschaft sich selbst überlassen: Staatliche Planung der Formen – ja; staatliche Planung und Lenkung des Wirtschaftsprozesses – nein. Den Unterschied von Form und Prozess erkennen und danach handeln, das ist wesentlich. Nur so kann das Ziel erreicht werden, dass nicht eine kleine Minderheit, sondern alle Bürger über den Preismechanismus die Wirtschaft lenken können. Die einzige Wirtschaftsordnung, in der dies möglich ist, ist die des 'vollständigen Wettbewerbs'. Sie ist nur realisierbar, wenn allen Marktteilnehmern die Möglichkeit genommen wird, die Spielregeln des Marktes zu verändern. Der Staat muss deshalb durch einen entsprechenden Rechtsrahmen die Marktform – d. h. die Spielregeln, in denen gewirtschaftet wird, – vorgeben.“

### Sozialpolitik und Konjunkturpolitik
Nach Ansicht von Karl Georg Zinn gab Alfred Müller-Armack „der Sozialpolitik und der staatlichen Konjunktur- und Strukturpolitik ein weit größeres Gewicht als Eucken, für den Sozialpolitik allenfalls „als Minimalprogramm gegen extreme Mißstände“ erforderlich erschien und der Konjunkturpolitik für schlichtweg überflüssig, ja schädlich hielt, weil eine ideale Marktwirtschaft, wie er sie in seiner Ordnungstheorie meinte entworfen zu haben, überhaupt keine zyklischen Konjunkturen und Krisen mehr aufweisen würde.“ Richtig verstandene Sozialpolitik war für Eucken identisch mit der „Politik zur Ordnung der Wirtschaft“.
Die Wirtschaftspolitik schließt in der Vorstellung Euckens die Verantwortung für einen hohen Beschäftigungsstand mit ein. Für den traditionellen Bereich der sozialen Sicherung gegen Arbeitslosigkeit, sowie die Unfall-, Gesundheits- und Altersversicherung ergibt sich eine unstrittige sozialpolitische Begründung.
Doch über die Wettbewerbspolitik hinaus seien mit Hilfe einer speziellen Sozialpolitik „Vorkehrungen notwendig, um Lücken auszufüllen und Härten zu mildern.“ Insbesondere für die Arbeitsmarktverfassung sieht er zusätzlichen Handlungsbedarf des Staates, da die „Arbeit keine Ware“ sei und zwischen Sachgüter- und Arbeitsmärkten Unterschiede bestünden, „die zu beachten sind“. So seien „Arbeiterschutzmaßnahmen“ notwendig, um Missstände zu beseitigen. Neben staatlichen Maßnahmen komme den Gewerkschaften große Verdienste „zur Verbesserung der Lage der Arbeiter“ zu. Obwohl monopolartige Organisationen, seien die Gewerkschaften „freilich durch monopolistische Übergewichte der Unternehmer auf den Plan gerufen“ worden.

## Nachlass und Rezeption
Der Nachlass Euckens wurde 1954 im Walter Eucken Institut untergebracht, auch sein Arbeitszimmer blieb vollständig erhalten. In den 1990er Jahren wurde es aufgelöst und der Nachlass der Familie „in ungeordneten und unvollständigen Zustand“ übergeben. Das Walter-Eucken-Archiv in Frankfurt am Main verwaltete und sortierte den Nachlass ab 2000 und koordinierte die Herausgabe bisher unveröffentlichter Werke Euckens sowie Übersetzungen in andere Sprachen: Euckens Buch „Grundsätze der Wirtschaftspolitik“ wurde in russisch, polnisch, chinesisch  und koreanisch übersetzt, die „Grundlagen der Nationalökonomie“ in russisch, chinesisch, bulgarisch und portugiesisch. Seit 2013 wird der Nachlass Euckens an der Thüringer Universitäts- und Landesbibliothek Jena erschlossen. Die Veröffentlichung der gesammelten Werke Euckens bei Mohr Siebeck war für 2020 angekündigt, die ersten beiden Teilbände erschienen schließlich 2023.
Euckens Enkel Walter Oswalt leitete das Eucken-Archiv bis zu seinem Tod 2018. Im Kuratorium des Archivs saßen Niall Bond, Kurt Rudolf Fischer, Vladimir Gutnik, Gerrit Meijer, Carsten Herrmann-Pillath und Octavi Piulats. Das Archiv setzte sich kritisch mit der Rezeption Euckens und des Ordoliberalismus durch die deutsche Regierungspolitik und die europäische Kommission auseinander. Die Bedeutung Walter Euckens für die soziale Marktwirtschaft würde zwar betont, aber seine fundamentale Kritik an wirtschaftlicher Macht vergessen. Oswalt kritisierte auch die marktliberale Rezeption Euckens (beispielsweise durch das Walter-Eucken-Institut oder die Lobbyorganisation Initiative Neue Soziale Marktwirtschaft) und sah die geistes- und sozialwissenschaftliche Perspektive als unterrepräsentiert an. Die machtfreie Ökonomie als das eigentliche ordnungspolitische Leitbild Euckens würde in einer „verfälschenden Kurzfassung“ meist unterschlagen. Das Archiv wollte daher an das „ursprüngliche Forschungsprogramm des konstitutionellen Liberalismus ('Ordoliberalismus')“ anknüpfen und gab auch Werke anderer Ordoliberaler wie Alexander Rüstow und Franz Böhm heraus.

## Werke
- Die Verbandsbildung in der Seeschiffahrt (= Staats- und sozialwissenschaftliche Forschungen. Heft 172). Altenburg S.-A. 1914, DNB 570150450 (Dissertation Universität Bonn 1914, 118 Seiten).
- Die Stickstoffversorgung der Welt: Eine volkswirtschaftliche Untersuchung, Deutsche Verlags-Anstalt, Stuttgart 1921, DNB 573933359 (Habilitationsschrift Universität Berlin 1921, 158 Seiten).
- Staatliche Strukturwandlungen und die Krisis des Kapitalismus, in: Weltwirtschaftliches Archiv Band 36 (1932), S. 297–321.
- Kapitaltheoretische Untersuchungen. Fischer, Jena 1935, 2. Auflage Mohr, Tübingen 1954.
- Die Überwindung des Historismus, in: Schmollers Jahrbuch Band 63 (1938), S. 63–86.
- Die Grundlagen der Nationalökonomie. (1. Auflage) Jena: Verlag Gustav Fischer, 1940; Wiederabdruck: Die Grundlagen der Nationalökonomie. Berlin Göttingen Heidelberg: Springer Verlag, (6. Auflage), 1950.
- Nationalökonomie – Wozu? Bad Godesberg 1947 (zuerst als Beitrag, 1938); 5., um ein Nachwort von Walter Oswalt erweiterte Auflage, Klett-Cotta / Schäffer-Poeschel, Stuttgart 2005, ISBN 3-608-94131-2 / ISBN 978-3-7910-3008-1 (Schäffer-Poeschel).
- Die Wettbewerbsordnung und ihre Verwirklichung, in: Ordo Band 2 (1949), S. 1–99.
- Unser Zeitalter der Mißerfolge. Fünf Vorträge zur Wirtschaftspolitik. Mohr, Tübingen 1951, wieder unter dem Titel: Wirtschaftsmacht und Wirtschaftsordnung. Londoner Vorträge zur Wirtschaftspolitik und zwei Beiträge zur Antimonopolpolitik. Mit einem Nachwort von [Euckens Enkel] Walter Oswalt. Lit, Münster 2001, 2. Auflage 2009.
- Grundsätze der Wirtschaftspolitik. Hrsg. von Edith Eucken-Erdsiek und Karl Paul Hensel. Mit einem Nachwort von Edgar Salin. Francke, Bern und Mohr, Tübingen 1952 u.ö.

Gesammelte Schriften
- Band II/3: Freiheit, Staat und Sozialismus. Herausgegeben von Viktor J. Vanberg, Daniel Nientiedt und Uwe Dathe, Mohr Siebeck, Tübingen 2023.
- Band III/1: Briefe 1907–1932. Herausgegeben von Uwe Dathe und Walter Oswalt, Mohr Siebeck, Tübingen 2023.

## Herausgeber
- mit Franz Böhm und Hans Großmann-Doerth: Ordnung der Wirtschaft. (Einzelpublikationen) 1937 ff.
- mit Franz Böhm: ORDO. Jahrbuch für die Ordnung von Wirtschaft und Gesellschaft, Bd. 1.   Godesberg 1948, bis heute fortgeführt.